# Black Company
Black Company é um grupo de rap português, criado na década de 1980. É composto pelos rappers Bantú (agora Gutto), Bambino e Makkas e incluía anteriormente os Djs KJB e Soon. Foram os criadores daquele que é considerado o primeiro êxito do hip-hop português, o tema Nadar.

## História

### Formação
Criado nos finais dos anos 80, actuou muito tempo sem nenhum reconhecimento, fazendo sobretudo rap «de rua», sem nenhum acordo discográfico ou comercial. O grupo, que mais tarde veio a ser conhecido por Black Company, juntou-se em 1988, incluindo na sua formação vários rappers da margem sul de Lisboa, tais como General D e o actual baterista dos UHF Ivan Cristiano ( Beat boxer ). 
Deram os primeiros concertos em pequenos locais como o Ponto de Encontro, em Almada, ou o Visage, na Costa da Caparica, mas o projecto chegou ao fim da linha três anos apos o seu arranque. Guto, Bambino (na altura Maddnigga) e mais seis outros músicos regressaram, em 1992, como Machine Gun Poetry, mas o nome foi alterado no ano seguinte, para Black Company. Nessa altura, Guto, Bambino e Tucha, os três ex-Machine Gun Poetry, convidaram KJB e Makkas (a.k.a. Max, the Criminal) para se juntarem a formação, e o grupo deu o seu primeiro concerto em Dezembro de 1993, filmado pelo manager Hernâni Miguel, para o programa de televisão da RTP, "Outras Margens".  O grupo ficou bastante reconhecido na Margem Sul, sobretudo em Miratejo e na Costa da Caparica.[carece de fontes?]

### A colectâneaRapúblicae o verão deNadar
Em meados de 1994, o grupo foi convidado para participar na colectânea Rapública, onde também participaram nomes actualmente conhecidos do hip-hop português, como Boss AC, LNM (Líderes da Nova Mensagem) entre outros. O grupo foi responsável pelos temas Pshyca Style e Nadar.  Nadar foi bem aceite pela crítica, reflectindo-se nas vendas comerciais. O tema foi também considerado o «Hino» do verão de 1994, trazendo fama e prestígio ao grupo. 
O apoio incondicional das rádios portuguesas e as constantes aparições em programas de televisão, fizeram a expressão "Não Sabe Nadar", entrar no quotidiano dos portugueses, tendo a mesma sido inclusivamente adaptada a campanha pela defesa das gravuras rupestres, e na altura pode mesmo ler-se em t-shirts a frase "As gravuras não sabem nadar".
Depois de actuações realizadas um pouco por todo o pais, os Black Company editaram, em 1995, em formato single o tema "Nadar", com quatro remisturas assinadas por To Ricciardi e André Roquete. 

### DaGeração RascaaosFilhos da rua
Ainda durante esse ano, foi editado mais um single, intitulado "Abreu". Ambas as faixas foram incluídas no alinhamento do álbum de estreia da banda, "Geração Rasca", que chegou aos escaparates em Outubro de 1995. A banda regressou três anos depois com o seu sucessor, a que chamou "Filhos da Rua", que incluiu no alinhamento uma versão para o tema "Chico Fininho", de Rui Veloso, aqui designada por "Chico Dread", e e considerado por muitos um dos melhores álbuns Rap portugueses de sempre.
Durante os três anos que separaram a edição dos dois trabalhos de originais, o grupo participou no single "Racismo Não", editado pela AMI (Assistência Médica Internacional); andou na estrada, tendo dado mais de 60 concertos entre o Verão de 1995 e o de 1996; e em 1997 actuou em Cannes, no festival MIDEM, na noite Atlântica. 

### Fora de Série
Em 2007, os 3 elementos reuniram-se mais uma vez para produzir o seu 3º álbum de originais " Fora de Série ", lançado a 8 de Setembro de 2008. O álbum inclui um número de 16 Faixas e o seu single de lançamento, o tema "Só Malucos", um tema de forte crítica social, conta com a participação de Adelaide Ferreira. 

## Discografia
Entre a discografia do grupo encontram-se:
Álbuns
- Geração Rasca, (1995)
- Filhos da Rua, (1998)
- Fora de Série, (2008)

Colectâneas
- Rapública, (1994) [12]